# Mario Cereghini
Mario Cereghini (* 16. Mai 1903  in Lecco; † 23. Juli 1966 in Madesimo) war ein italienischer Architekt, Maler und Kupferstecher.

## Werdegang
Mario Cereghini absolvierte ein künstlerisches Studium in Bergamo und schloss 1928 ein Studium an der Scuola Superiore di Architettura del Regio Istituto Tecnico Superiore, dem späteren Polytechnikum Mailand ab.
1926 arbeitete er mit seinem Kommilitonen Gian Luigi Banfi (* 2. April 1910 in Mailand; † 10. April 1945 im KZ Gusen) am Projekt einer Villa in Lecco.
Er war Mitglied des Movimento italiano per l’architettura razionale (MIAR) und arbeitete mit der Gruppo dei Razionalisti Comaschi in Como: Giuseppe Terragni, Pietro Lingeri, Adolfo Dell’Acqua, Gianni Mantero (1897–1985), Oscar Ortelli (* 30. Oktober 1903 in Buenos Aires; † 1. September 1993) und Carlo Ponci am Prototyp des Casa per le vacanze di un artista sul lago für die V. Triennale von Mailand.
Während des Faschismus in Italien und danach war er raumbildend unterwegs:
- 1933/37  Casa dell’Opera Nazionale Balilla a Milano (Haus faschistischen Jugend in Mailand)[2].Casa dell’Opera Nazionale Balilla a Milano

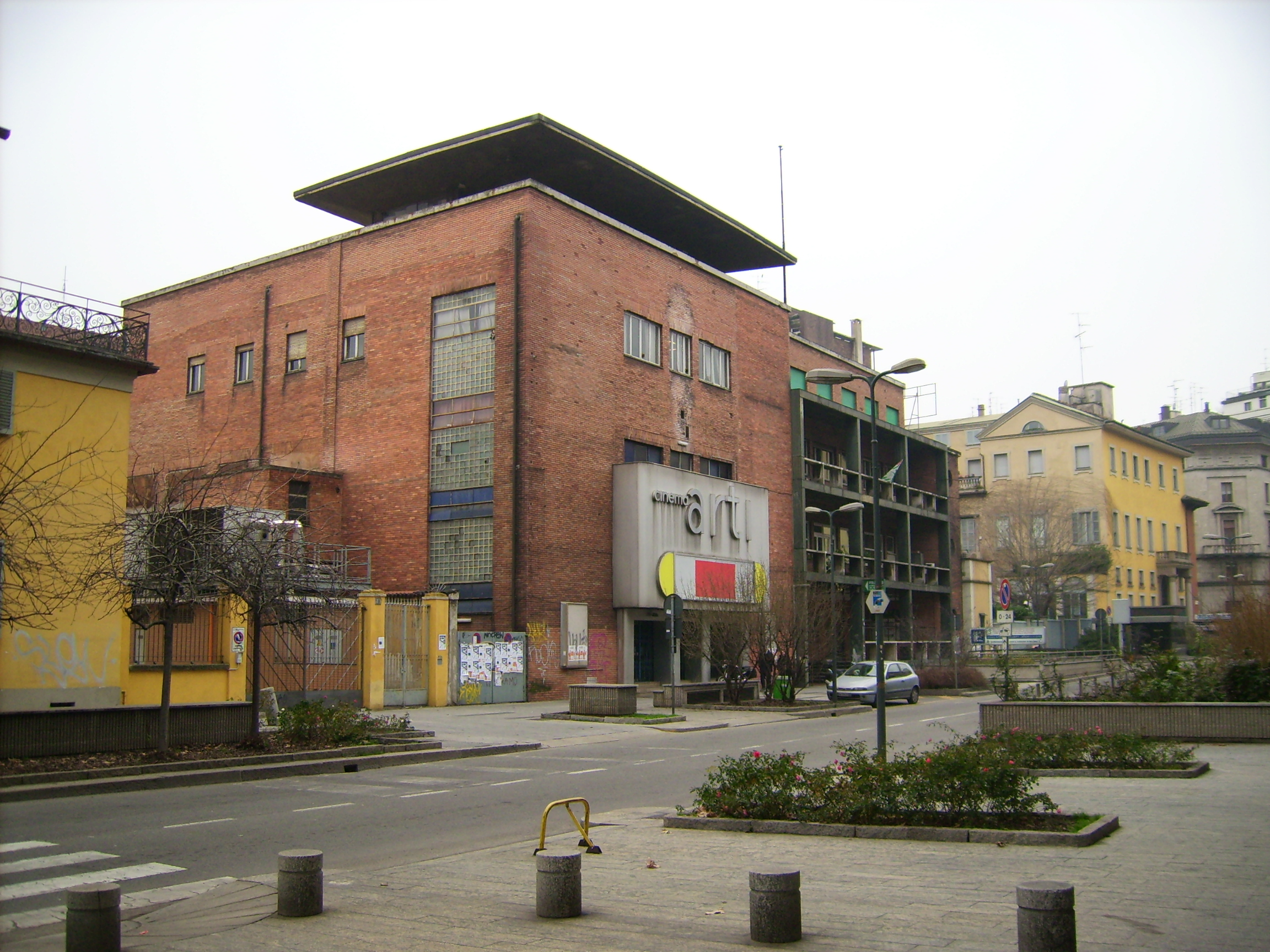
Casa dell’Opera Nazionale Balilla a Milano

- 1936 Agip-Tankstelle in Lecco mit Enrico Agostino Griffini[3].
- 1938 Justizpalast in Lecco.
- 1937/38 Kirche des Istituti Riuniti Airoldi e Muzzi, ein 1594 gegründetes Altenheim.
- 1958 Votivkirche des Battaglione alpini Morbegno[A 1] in Margno (Provinz Lecco).

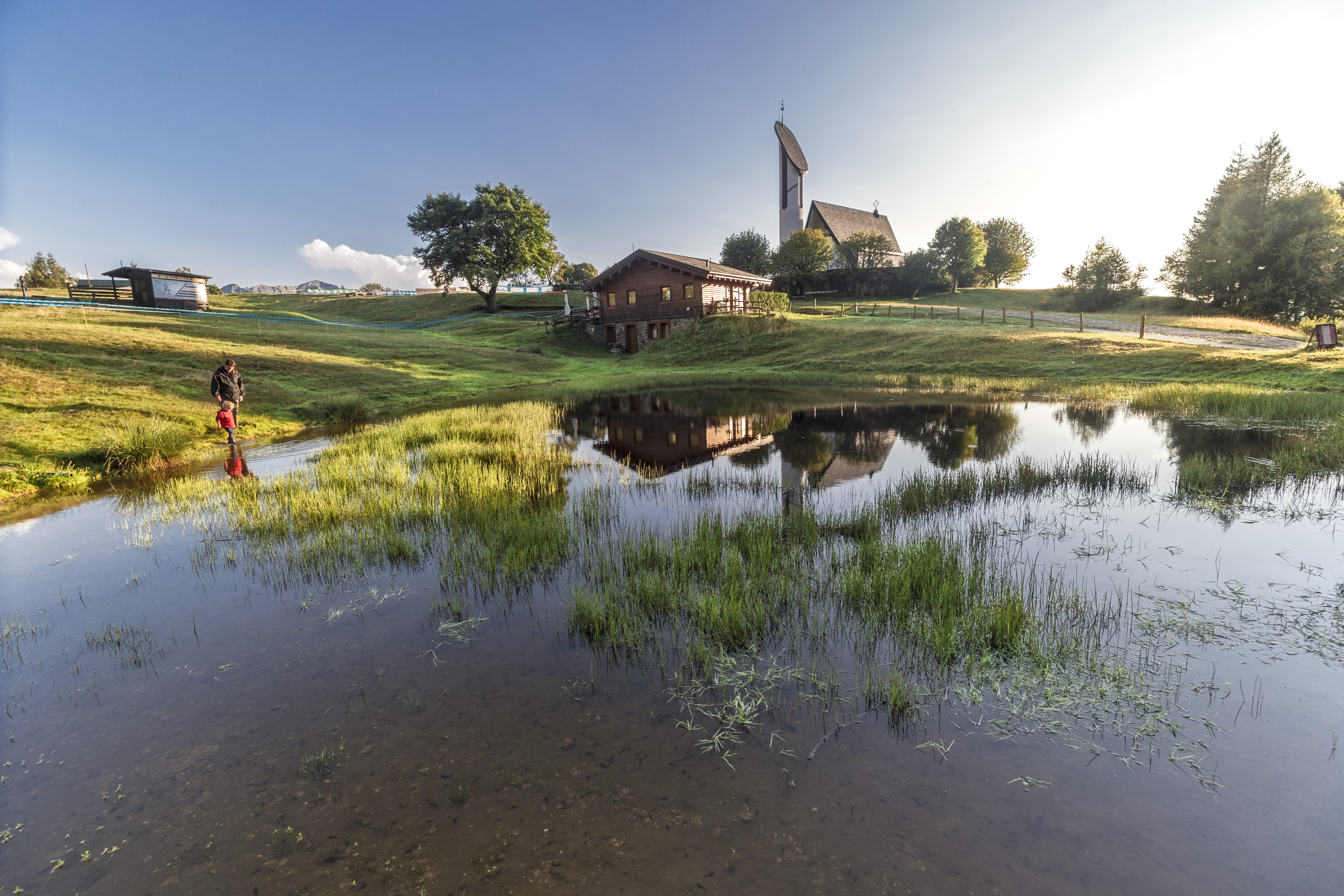
Chiesa della Madonna degli Alpini (Margno)

1933 gehörte er mit Massimo Bontempelli und Pietro Maria Bardi zu den Gründern der Gestaltungs-Monatszeitschrift „Quadrante“, die das Präzisieren italienischer Merkmale des Rationalismus, den Anspruch auf classicismo und mediterraneità forderte, mit rein rationalistischen Tendenzen von Le Corbusier, Walter Gropius, Mies van der Rohe sympathisierte, aber gleichzeitig Opposition gegen fremde Tendenzen des Kompromisses proklamierte. Das Magazin war offen für literarische, künstlerische und musikalische Debatten und hatte eine internationale und kosmopolitische Ausstrahlung. Das Magazin wurde 1936 eingestellt.
Cereghini war Mitglied der Redaktion der Zeitschrift «Rassegna di Architettura» (1929–1940). Er veröffentlicht mehrere Essays über alpine Landschaft und Architektur.
Er war auch als Maler und Grafiker tätig.